# Андреј Чесноков
Андреј Едуардович Чесноков (рус. Андрей Эдуардович Чесноков; Москва, 2. фебруар 1966) је бивши руски тенисер.

## Каријера
Најбољи пласман на АТП листи му је девето место. Освојио је седам АТП турнира у појединачној конкуренцији. У каријери је освојио две титуле на АТП Мастерс турнирима, Монте Карло 1990. и Канада 1991. године.
Најпознатији меч у каријери је одиграо 24. септембра 1995. године у полуфиналу Дејвис купа против Немачке. У петом сету одлучујућег меча, играо је против Михаела Штиха, победио и спасио девет меч лопти за победу Русије. Сутрадан је тадашњи председник Русије Борис Јељцин одликовао Чеснокова са Орденом за храброст Руске Федерације.
Повукао се 1999. године, а након завршетка играчке каријере био је тренер Јелене Веснине.

## АТП Мастерс финала

### Појединачно: 5 (2—3)
| Исход  | Година | Турнир       | Противник    | Резултат                 |
| Победа | 1990   | Монте Карло  | Томас Мустер | 7–5, 6–3, 6–3            |
| Финале | 1990   | Рим          | Томас Мустер | 1–6, 3–6, 1–6            |
| Победа | 1991   | Канада       | Петр Корда   | 3–6, 6–4, 6–3            |
| Финале | 1992   | Индијан Велс | Мајкл Ченг   | 3–6, 4–6, 5–7            |
| Финале | 1993   | Хамбург      | Михаел Штих  | 3–6, 7–6(1), 6–7(7), 4–6 |